# Pantalica

Necropolis i Pantalica är en nekropol i provinsen Siracusa på Sicilien, Italien. Den består av cirka 5000 synliga gravar. Gravarna är från 1200 f.Kr. till 600 f.Kr. De ligger mellan floderna Anapo och Cavagrande. 
Området står på Unescos världsarvslista sedan 2005.